# Peruaans vlagstaartpluimbroekje
Het Peruaans vlagstaartpluimbroekje (Ocreatus peruanus) is een vogel uit de familie Trochilidae (Kolibries). De vogel werd in 1849 door John Gould als aparte soort met de naam Spathura peruana beschreven.

## Verspreiding en leefgebied
Deze vogel komt voor in oostelijk Ecuador en noordoostelijk Peru.

## Status
Het Peruaans vlagstaartpluimbroekje komt niet als aparte soort voor op de lijst van het IUCN, maar is daar een ondersoort van het vlagstaartwitpluimbroekje (Ocreatus underwoodii peruanus).